# Římskokatolická farnost u kostela sv. Jana Nepomuckého, Brno-Lískovec
Římskokatolická farnost u kostela sv. Jana Nepomuckého, Brno-Lískovec je územním společenstvím římských katolíků v rámci brněnského děkanství brněnské diecéze. Farnost má územní charakter a je vymezena konkrétními brněnskými ulicemi. 

## Historie farnosti
Starý Lískovec i Bohunice historicky patřily do starobrněnské farnosti. Na začátku 20. století se ukazovala potřeba vystavět nový kostel pro věřící z těchto obcí, k realizaci záměru však mohlo dojít až po první světové válce. Farní kostel byl postaven v letech 1923–1925 nákladem straobrněnského kláštera. Samostatná farnost zahrnující Starý Lískovec a Bohunice byla zřízena 1. ledna 1930.

## Duchovní správci
Farářem byl od 1. dubna 2005 do 1. září 2019 R. D. Mgr. Pavel Opatřil. Od 1. září 2023 je farářem R. D. Petr Košulič.

## Bohoslužby
| Kostel                          | Místo               | Bohoslužba (den)                           | Hodina                                           | Poznámka     |
| ------------------------------- | ------------------- | ------------------------------------------ | ------------------------------------------------ | ------------ |
| Kostel svatého Jana Nepomuckého | Brno-Starý Lískovec | neděle pondělí středa ctvrtek pátek sobota | 7:30, 9:30 18:00 17:30 pro děti 18:00 18:00 8:00 | farní kostel |
| Kaple Fakultní nemocnice        | Brno-Bohunice       | neděle středa                              | 9.30 16.00                                       |              |

## Aktivity ve farnosti
Ve farnosti funguje pastorační i ekonomická rada. Pravidelně se schází chrámový sbor, dětský sbor, Sedmikrásek (klub dětí a jejich matek) i klub aktivních seniorů Pohoda. V obou částech farnosti – Starém Lískovci i Bohunicích funguje Orel. Přibližně pětkrát do roka vychází farní časopis Nepomuk. V době vánoční se koná Živý betlém.
Ve farnosti se pravidelně koná tříkrálová sbírka, v roce 2015 se při ní vybralo 78 008 korun. Při sbírce v roce 2016 se vybralo 80 952 korun.
Dnem vzájemných modliteb farností za bohoslovce a bohoslovců za farnosti brněnské diecéze je 15. únor. Adorační den připadá na Slavnost Ježíše Krista Krále.